# SN 1998bw
SN 1998bw — вспышка сверхновой звезды типа Ic с широкими спектральными линиями, также сопровождавшаяся гамма-всплеском, обнаруженная 26 апреля 1998 года в спиральной галактике ESO 184-G82. Некоторые астрономы относят объект к типу коллапсаров (гиперновые). Сверхновую связывают с гамма-всплеском GRB 980425, наблюдавшимся 25 апреля 1998 года; впервые гамма-всплеск был соотнесён с вспышкой сверхновой. Сверхновая находится на расстоянии около 140 млн лет от Солнца, очень близко к месту расположения источника гамма-всплеска.
Область галактики, в которой вспыхнула сверхновая, содержит звёзды возрастом около 5-8 млн лет и почти свободна от пыли. Близко к ней расположена область с группой звёзд Вольфа — Райе возрастом менее 5 млн лет, но маловероятно, что звезда-предшественник сверхновой принадлежала этой группе. Возможно, звезда-предшественник обладала массой 25-40 M⊙, если первоначально она была одиночной звездой и взорвалась на поздней стадии эволюции.